# Geminiano Montanari
Geminiano Montanari (1. června 1633 Modena – 13. října 1687 Padova) byl italský astronom a zastánce experimentálních vědeckých metod.

## Život
Montanari se narodil v Modeně, studoval právo ve Florencii a absolvoval univerzitu v Salcburku. V roce 1662 nebo 1663 se přestěhoval do Bologni, kde s pomocí okulárního mikrometru vlastní výroby pracoval na mapě Měsíce. V roce 1669 se stal učitelem astronomie na observatoři v Panzanu nedaleko Modeny. V roce 1679 začal pedagogicky působit v Padově, většina záznamů z tohoto období se nicméně ztratila. Montanari se věnoval také ekonomii.

## Dílo

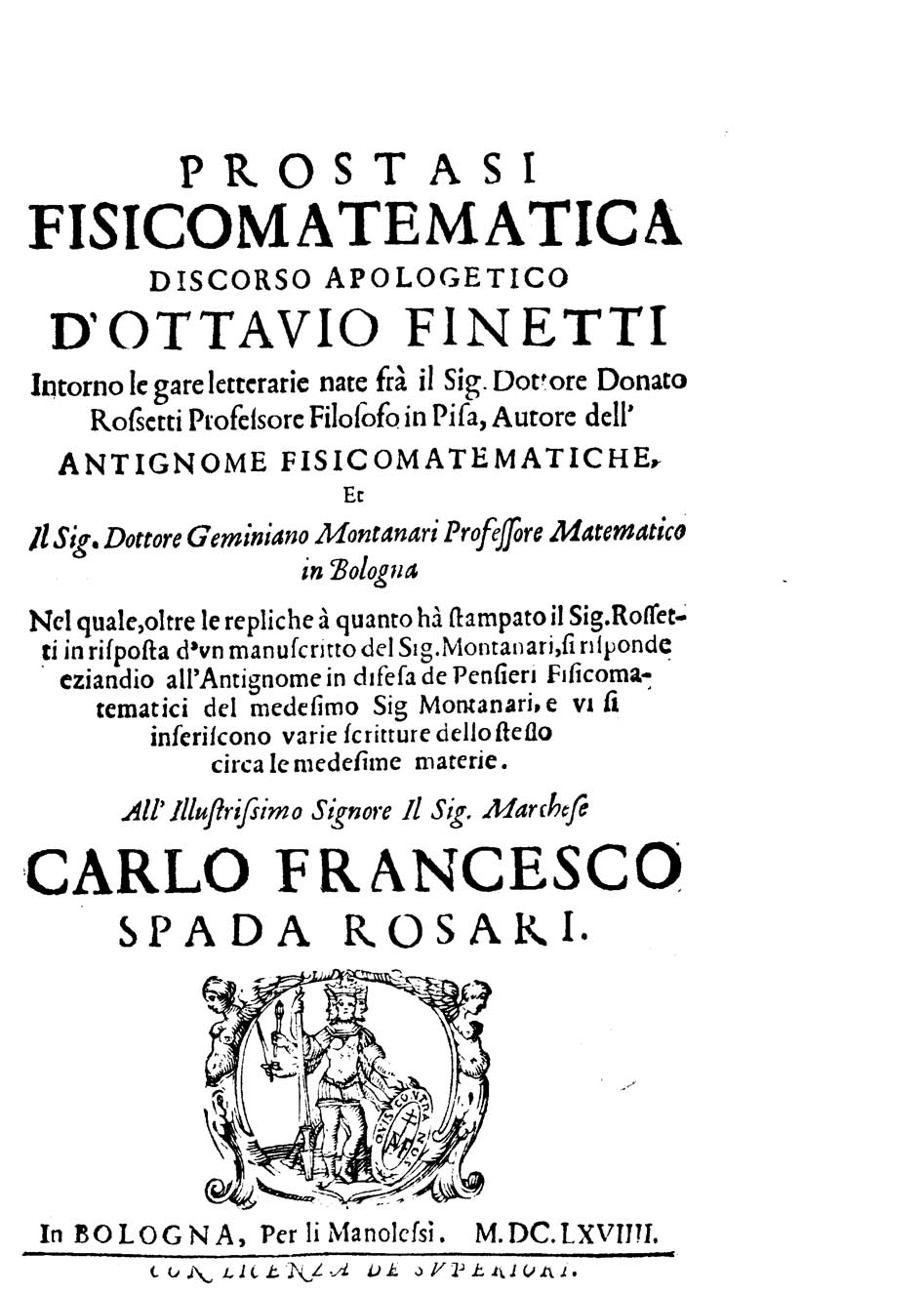
Prostasi fisicomatematica, 1669

- De motionibus naturalibus a gravitate pendentibus (1667)
- Pensieri fisico-matematici (1667)
- La Livella Diottrica (The Spirit Level) (1674)
- Trattato mercantile delle monete (1680)
- L'Astrologia Convinta di Falso col Mezzo di Nuove Esperienze e Ragioni Fisico-Astronomiche o sia la Caccia del Frugnuolo (1685)